# 瞿紹基
瞿紹基（1772年—1836年），字厚培，號蔭棠，江蘇蘇州府常熟縣人，清朝藏書家。

## 生平
任陽湖縣儒學訓導，酷愛讀書，多收藏宋元善本，歷十年積書十餘萬卷，書樓名“恬裕齋”（後避光緒帝諱改名“敦裕堂”），與常熟城內嵇瑞樓、愛日精廬三樓鼎峙。後來其餘兩家藏書先後流散，紹基不惜重價選購其宋元善本。與浙江歸安的陸心源、山東聊城的楊以增、浙江錢塘的丁丙被稱為四大私人藏書家。瞿紹基死後，其子瞿鏞繼續廣採勤徵，藏書日富，重建藏書樓，由於瞿氏家藏鐵琴銅劍各一，又以“鐵琴銅劍”為樓名，瞿鏞之子瞿秉淵、瞿秉清及瞿秉清之子瞿啟甲等均能謹守家學，歷五世而不衰。